# Лентвора
Лентвора (словац. Lentvora) — село, громада округу Лученець, Банськобистрицький край, центральна Словаччина, регіон Новоград. Кадастрова площа громади — 13,83 км².
Населення 96 осіб (станом на 31 грудня 2017 року).

## Історія
Лентвора згадується в 1446 році.

## Населення
| Рік:            | 1994. | 2004.   | 2014.   | 2024.    |
| --------------- | ----- | ------- | ------- | -------- |
| Кількість осіб: | 94    | 97      | 95      | 79       |
| Різниця:        |       | +3,19 % | -2,06 % | -16,84 % |

| Рік:            | 2023. | 2024.   |
| --------------- | ----- | ------- |
| Кількість осіб: | 77    | 79      |
| Різниця:        |       | +2,59 % |